# Jakob Potma
Jakob Potma (* unbekannt; † 27. Juni 1704 in München) war Maler, kurfürstlicher bayerischer Hofmaler und Kammerdiener von Kurfürst Maximilian II. Emanuel von Bayern.

## Leben

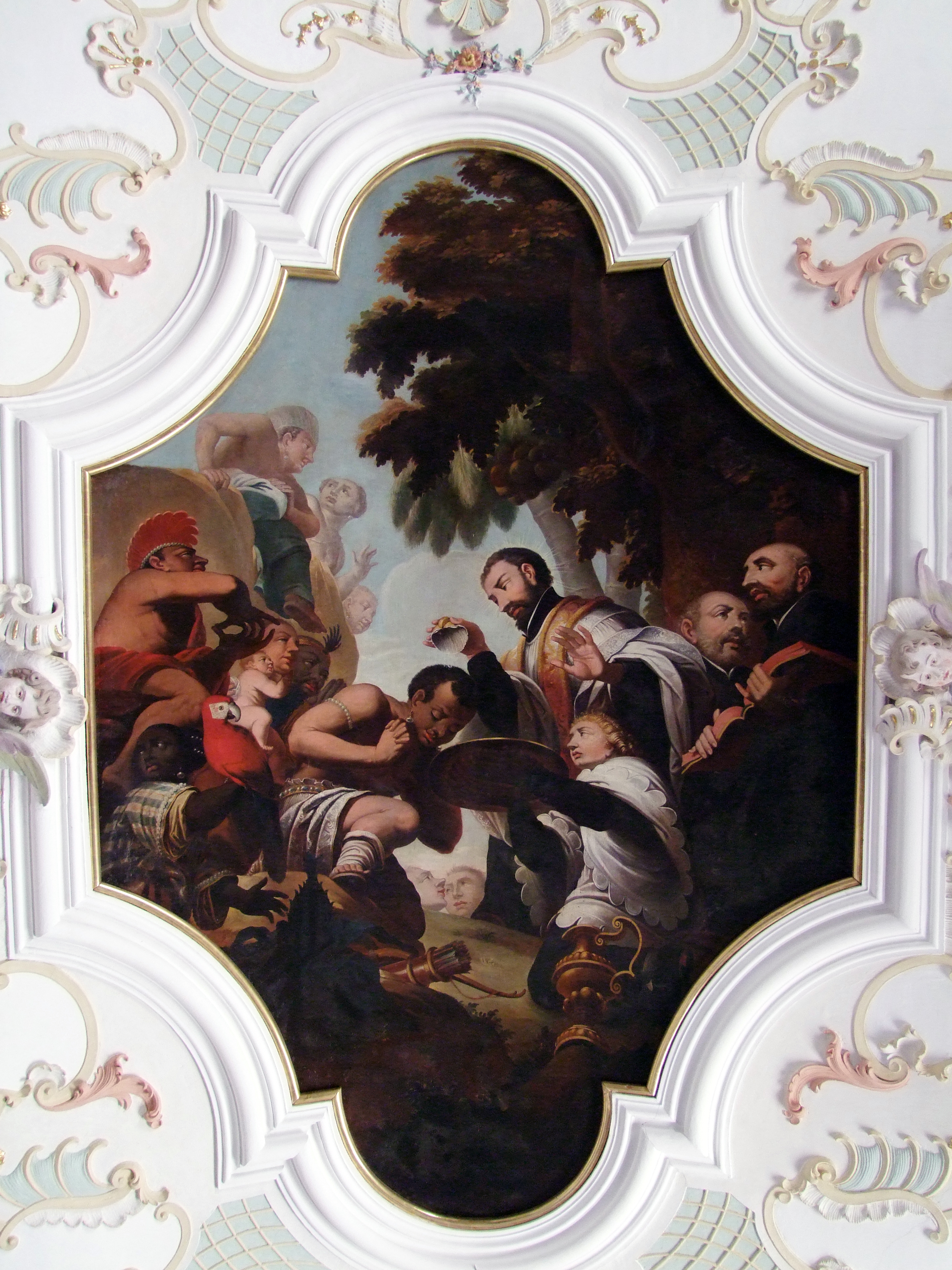
Gemälde Franz Xaver tauft einen Heiden, 1694 in Mindelheim

Potmas Geburt und frühen Jahre sind bisher ungeklärt. In mehreren Künstlerlexika ist vermerkt, dass er um 1610 in Workum in Friesland geboren wurde. Dies ist jedoch aufgrund seines Todesdatums von 1704 eher anzuzweifeln, hatte er doch bis zuletzt noch gearbeitet. Dies ist mit etwa 96 Jahren aber eher unwahrscheinlich. Andere Quellen behaupten, Potma stamme aus Savoyen. Er könnte auch der gleichnamigen Malerfamilie Potma aus Markt Schwaben, die 1671 in das bayerische Landsberg am Lech übersiedelte, entstammen. Möglich ist auch, dass er mit Henriette Adelheid von Savoyen spätestens 1665 aus Italien an den Münchner Hof übersiedelte.
Ab 1668 ist er in München nachweisbar. Ab April 1668 findet man ihn auf Rechnungen von Herzog Maximilian Philipp mit den Titeln Hofmaler, später Hofmaler und Kammerdiener. Zuletzt ist er als Purckpfleger und Hofmaler vermerkt. Er erhielt für diese Tätigkeiten eine feste Entlohnung vom bayerischen Kurfürsten, anfangs jährlich 280 Pfund, später 400 Pfund und ab 1702 „mit seinem Jungen“ 488 Pfund vierteljährlich. Zusätzlich bekam er Reisekosten, Essensgeld und Malutensilien.
Zuletzt tauchte Maler im zweiten Quartal 1704 in den Rechnungen auf. Beim bayerischen Historiker Lorenz von Westenrieder ist der Tod Potmas vermerkt: „1704 den 27. Juni....Hr Jacob Bottmair gewester Cammerdiener und Maler bey Durchl. Herzog Maximilian Philipp hier begraben worden in der St. Apolonia Capellen“. Die Apolonia-Kapelle befindet sich im Münchner Bischofsdom zu Unserer Lieben Frau.

## Werke
- Franz-Xaver-Zyklus in der Franz-Xaver-Kapelle in der oberschwäbischen Mindelheimer Filialkirche und ehemaligen Jesuitenkirche Mariä Verkündigung
- Zwanzig Gemälde in der Pfarrkirche Maria Himmelfahrt in Pfreimd, entstanden um 1688.